# 申穟
申穟（1635年—1685年），字叔旆，號遜菴，江南苏州府长洲县人。清朝政治人物。

## 生平
順治十七年（1660年），舉江寧鄉試第一。明年成進士，授内閣中書舍人，以覃恩加一級，又以收掌實錄，加實俸一級，進禮部祠祭司主事。又以覃恩加一級，再補儀制司，歷進郎中，覃恩又加一級。康熙二十四年，擢廣西提學道僉事。赴任踰旬，丁嫡母艱以歸，歸不期月而卒，年五十一。
墓在吴县長山乡羊字圩。

## 家族
髙祖申時行，明神宗时期首辅。曾祖父廣西參政封通奉大夫申用嘉。祖父户部侍郎申紹芳。伯父申綋祚，候选推官。
元配徐氏，封宜人，前于丈夫十月卒。子男三：長子申珂，康熙丁巳科舉人；次子申琳，國子生，早夭；又次子申瑋，吳县學生。